# Каруседо
Каруседо (ісп. Carucedo) — муніципалітет в Іспанії, у складі автономної спільноти Кастилія-і-Леон, у провінції Леон. Населення — 642 особи (2010).
Муніципалітет розташований на відстані близько 340 км на північний захід від Мадрида, 100 км на захід від Леона.
На території муніципалітету розташовані такі населені пункти: (дані про населення за 2010 рік)
- Ла-Бароса: 24 особи
- Кампаньяна: 42 особи
- Ель-Карріль: 22 особи
- Каруседо: 362 особи
- Лаго-де-Каруседо: 74 особи
- Лас-Медулас: 101 особа
- Вільяррандо: 17 осіб

## Демографія
Динаміка населення (INE ):